# Ciboria polygoni-vivipari
Ciboria polygoni-vivipari är en svampart som tillhör divisionen sporsäcksvampar, och som beskrevs av Finn-Egil Eckblad. Ciboria polygoni-vivipari ingår i släktet Ciboria, och familjen Sclerotiniaceae. Arten är reproducerande i Sverige.